# Маний Ацилий Авиола (консул 54 года)
Ма́ний Аци́лий Авио́ла (лат. Manius Acilius Aviola; родился, примерно, в 10-х гг. — умер в 97 году, Рим, Римская империя) — древнеримский политический деятель и сенатор, ординарный консул 54 года.

## Биография
По рождению Авиола, по всей видимости, принадлежал к Кальпурниям, но в неустановленном году был усыновлён неким Манием Ацилием. Его рождение немецкий учёный-религиевед Йорг Рюпке примерно датирует 10-ми годами.
В 54 году Авиола был назначен ординарным консулом совместно с Марком Азинием Марцеллом. С 65 по 66 год в качестве проконсула он управлял провинцией Азия. Поддержал Веспасиана во время борьбы последнего за власть в Империи. С 74 года и вплоть до своей смерти в 97 году Авиола занимал должность куратора водоснабжения Рима. 
Известно, что Маний был женат на некоей Эдии Сервилии.

## Примечание
1. ↑  Rüpke J[англ.]., Glock A. Fasti Sacerdotum: A Prosopography of Pagan, Jewish, and Christian Religious Officials in the City of Rome, 300 BC to AD 499 / by Richardson D. — Oxford & New York: Oxford University Press, 2008. — 1115 ps. — P. 505. — № 428. — ISBN 978-0-19-929113-7